# 3765 Texereau
3765 Texereau este un asteroid din centura principală, descoperit pe 16 septembrie 1982 de Koichiro Tomita.